# Université au Pérou

## Universités publiques
- Université nationale principale de San Marcos, Lima
- Université nationale de Trujillo, Trujillo
- Universidad nationale de San Agustín, Arequipa
- Universidad nationale de San Antonio Abad del Cusco, Cusco
- Université nationale José María Arguedas (es) (UNAJMA, 2004), à Andahuaylas

## Universités privées
- Université pontificale catholique du Pérou, Lima
- Université Ricardo-Palma, Lima
- Université Alas-Peruanas, Lima
- Université César-Vallejo, Lima-Trujillo
- Université privée Antenor-Orrego, Trujillo
- Université de Lima, Lima